# قتل دایان و آلن اسکات جانسون
دایان و آلن اسکات جانسون در ۲ سپتامبر ۲۰۰۳ توسط دختر ۱۶ ساله‌شان سارا ماری جانسون در بللو، آیداهو به ضرب گلوله کشته شدند.

## مجری
سارا ماری جانسون ۲۴ ژانویه ۱۹۸۷. متولد شد او بزرگ شده در شهرستان آیداهو از بلوو، و به دبیرستان وودریور در هایلی می‌رفت.

## تاریخ
در تاریخ ۲ سپتامبر ۲۰۰۳، آلن اسکات جانسون و دایان جانسون در خانه خود در بللو، آیداهو، به ضرب گلوله کشته شدند. دوبار به سینه آلن شلیک شد، در حالی که دایان در ناحیه سر به ضرب گلوله کشته و دختر آنها، سارا جانسون، در قتل آنها مقصر شناخته شد. سارا در آن زمان ۱۶ سال داشت. انگیزه او از قتل آن گزارش شد که والدینش او را از قرار گذاشتن با برونو سانتوس ۱۹ ساله منع کرده بودند.
تقریباً ساعت ۶:۲۰ صبح روز ۲ سپتامبر سال ۲۰۰۳، جانسون آلت قتاله، یک اسلحه  وینچستر مدل ۷۰ را از مهمان خانه برداشت. مستأجر خانه به بویز، آیداهو عزیمت کرده بود و تا حدود یک هفته دیگر قصد بازگشت نداشت. سپس وارد اتاق خواب والدینش شد. مادرش خواب بود. او به سر مادرش شلیک کرد. سپس وارد حمام شد و درحالی پدرش در حال حمام بود به سینه او درست بالای قلب شلیک کرد. شواهد DNA در محاکمه از حوله حمام دور ریخته شده و دستکش لاتکس که پلیس در زباله‌های جلوی خانه پیدا کرد ارائه شد. این شواهد و مدارک حاوی DNA هر دو قربانی و سارا بود. در کنار حوله و دستکش لاتکس یک دستکش چرمی نیز قرار داشت که روی آن  بقایای شلیک وجود داشت. در اتاق خواب جانسون، پلیس جفت دیگر دستکش چرمی را که متعلق به همان جفت دستکش بود، پیدا کرد.
جانسون در تاریخ در تاریخ ۱۶ مارس، ۲۰۰۵ توسط دادگاه شهر آدا، آیداهو به جرم قتل والدین خود محکوم شناخته شد. هیئت منصفه او را به دوبار حبس ابد همزمان، به علاوه پانزده سال اضافه به جهت ارتکاب جرم با اسلحه گرم محکوم کرد.  دیوان عالی آیداهو حکم وی را تأیید کرد.
در سال ۲۰۱۲، وکیل جانسون دادخواستی را برای تجدید دادرسی ارائه داد و بیان کرد که وی در دادگاه قتل دارای مشاور حقوقی ناکارآمدی بوده‌است. در اکتبر ۲۰۱۴، این درخواست رد شد.